# 塔拉西夫卡 (奧布希夫區)
50°9′13″N 30°35′26″E / 50.15361°N 30.59056°E
塔拉西夫卡（烏克蘭語：Тарасівка）是位於烏克蘭北部的村莊，由基辅州奧布希夫區的科津市鎮負責管轄。該村始建於1720年，面積0.01平方公里，海拔高度118米，2001年人口155，人口密度每平方公里15,500人。